# Agapanthia angelicae
Agapanthia angelicae — вид жуків з родини вусачів.

## Поширення
Поширений у Ірані та Центральної Азії.

## Опис
Жук довжиною від 12 до 18 мм. Період льоту з травня по червень.

## Розвиток
Життєвий цикл виду триває один рік. Кормовою рослиною є Ferula hermonis.